# Olympische Sommerspiele 2012/Teilnehmer (Burundi)
| Gelbes Symbol für Goldmedaillen mit stilisierten Olympischen Ringen | Graues Symbol für Silbermedaillen mit stilisierten Olympischen Ringen | Braundes Symbol für Bronzemedaillen mit stilisierten Olympischen Ringen |
| ------------------------------------------------------------------- | --------------------------------------------------------------------- | ----------------------------------------------------------------------- |
| —                                                                   | —                                                                     | —                                                                       |

Burundi nahm in London an den Olympischen Spielen 2012 teil. Es war die insgesamt fünfte Teilnahme an Olympischen Sommerspielen. Das Comité National Olympique du Burundi nominierte sechs Athleten in drei Sportarten.
Fahnenträgerin bei der Eröffnungsfeier war die Leichtathletin Diane Nukuri.

## Teilnehmer nach Sportarten

### Judo
| Frauen              |                  |               |         |    |
| Odette Ntahonvukiye | Klasse bis 78 kg | Audrey Koumba | 000-020 | 17 |

### Leichtathletik
Laufen und Gehen
| Athleten           | Wettbewerb | Vorlauf      | Vorlauf | Halbfinale  | Halbfinale | Finale        | Finale        | Rang |
| Athleten           | Wettbewerb | Zeit         | Rang    | Zeit        | Rang       | Zeit          | Rang          | Rang |
| ------------------ | ---------- | ------------ | ------- | ----------- | ---------- | ------------- | ------------- | ---- |
| Frauen             |            |              |         |             |            |               |               |      |
| Francine Niyonsaba | 800 m      | 2:07,57 min  | 22      | 1:58,67 min | 6          | 1:59,63 min   | 7             | 7    |
| Diane Nukuri       | Marathon   | –            | –       | –           | –          | 2:30:13 h     | 31            | 31   |
| Männer             |            |              |         |             |            |               |               |      |
| Olivier Irabaruta  | 5000 m     | 13:46,25 min | 30      | –           | –          | ausgeschieden | ausgeschieden | 30   |

### Schwimmen
| Athleten                 | Wettbewerb     | Vorlauf     | Vorlauf | Halbfinale    | Halbfinale    | Finale        | Finale        | Rang |
| Athleten                 | Wettbewerb     | Zeit        | Rang    | Zeit          | Rang          | Zeit          | Rang          | Rang |
| ------------------------ | -------------- | ----------- | ------- | ------------- | ------------- | ------------- | ------------- | ---- |
| Frauen                   |                |             |         |               |               |               |               |      |
| Elsie Uwamahoro          | 50 m Freistil  | 33,14 s     | 67      | ausgeschieden | ausgeschieden | ausgeschieden | ausgeschieden | 67   |
| Männer                   |                |             |         |               |               |               |               |      |
| Beni Bertrand Binobagira | 100 m Freistil | 1:04,57 min | 56      | ausgeschieden | ausgeschieden | ausgeschieden | ausgeschieden | 56   |